# Central General de Sindicats Independents i Lliures d'Angola
La Central General de Sindicats Independents i Lliures d'Angola (portuguès Central Geral de Sindicatos Independentes e Livres de Angola, CGSILA) és un sindicat d'Angola amb seu a Luanda. Fou fundat el 8 de juny de 1996 per Manuel Maria Difuila, professor universitari i fins aleshores responsable d'afers exteriors de la Unió Nacional dels Treballadors Angolesos (UNTA) i militant del MPLA. És format per nou sindicats:
- Sindicato Nacional dos Professores e Trabalhadores do Ensino não Universitário
- Sindicato dos Jornalistas Angolanos
- Sindicato dos Ferroviários de Angola
- Sindicato Nacional dos Trabalhadores do Café
- Sindicato Nacional dos Trabalhadores da Saúde
- Sindicato Nacional dos Trabalhadores não Docentes do Ensino Superior
- Sindicato Nacional dos Professores do Ensino Superior
- Sindicato Independente dos Serviços Turísticos, Hoteleiros e Comerciais de Angola.

Manuel Maria Difuila fou el president del sindicat fins que en fou expulsat per violació dels estatuts, i en el III Congrés de 2012 fou substituït pel periodista Avelino Miguel. El seu secretari general és l'advocat Francisco Jacinto Gaspar (1961), qui en 2017 organitzà una vaga d'ensenyament i acusà les empreses estrangeres de promoure el treball infantil a Angola. Té uns 50.000 afiliats.